# 南蒙古

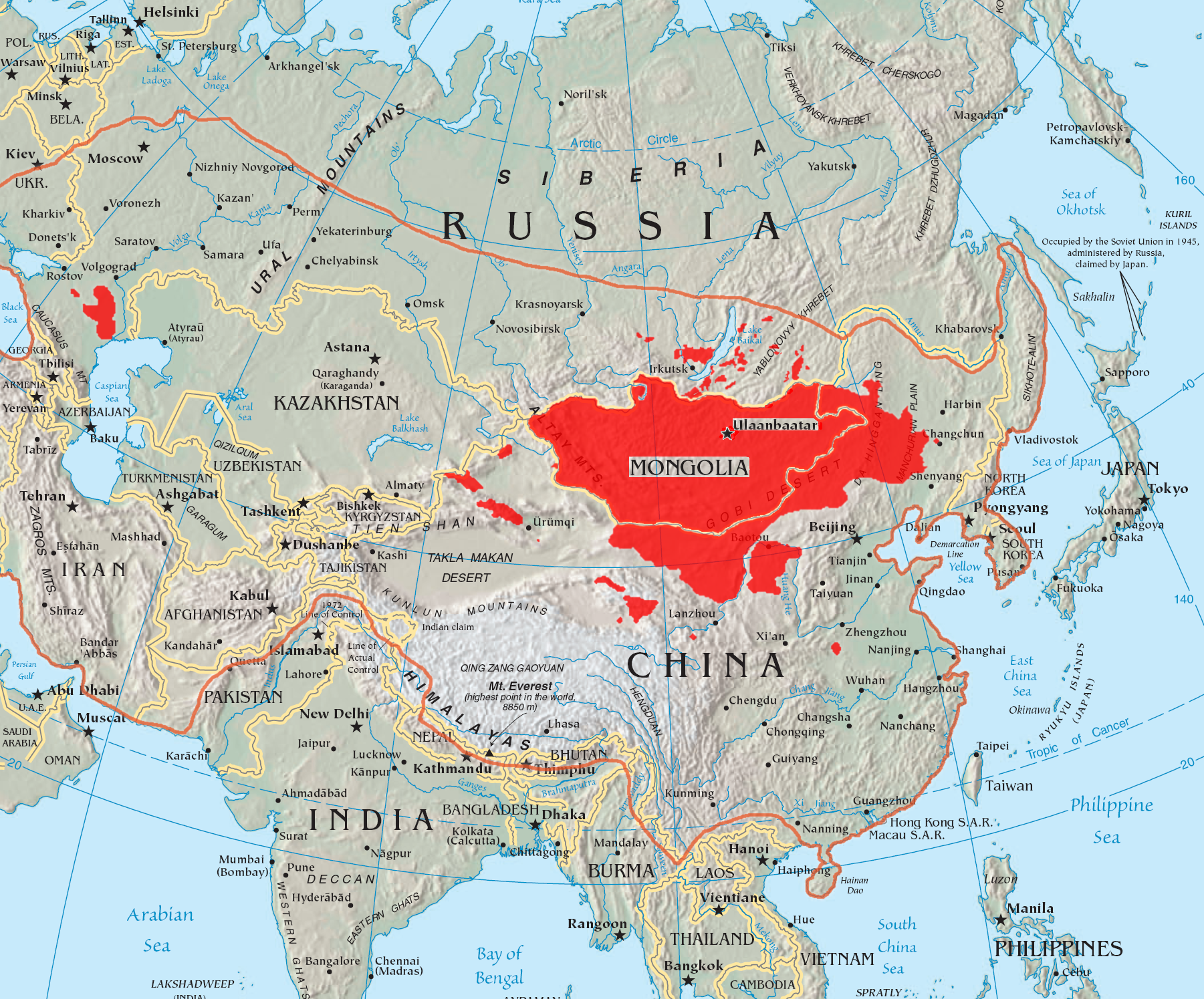
現代蒙古人之分布區域

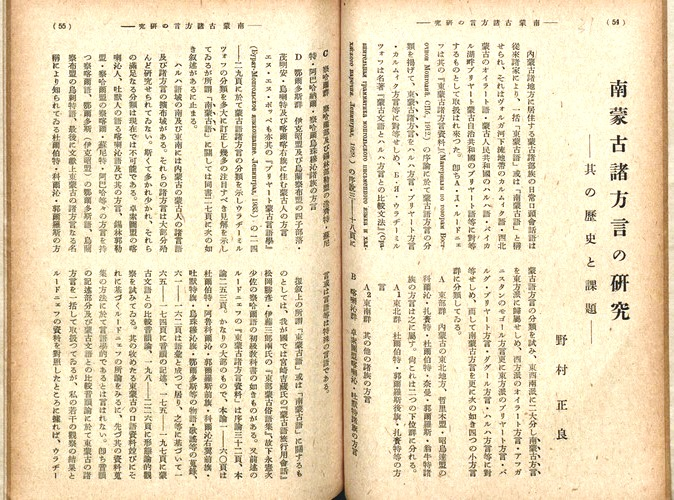
1941年日文期刊《蒙古》所刊研究文章

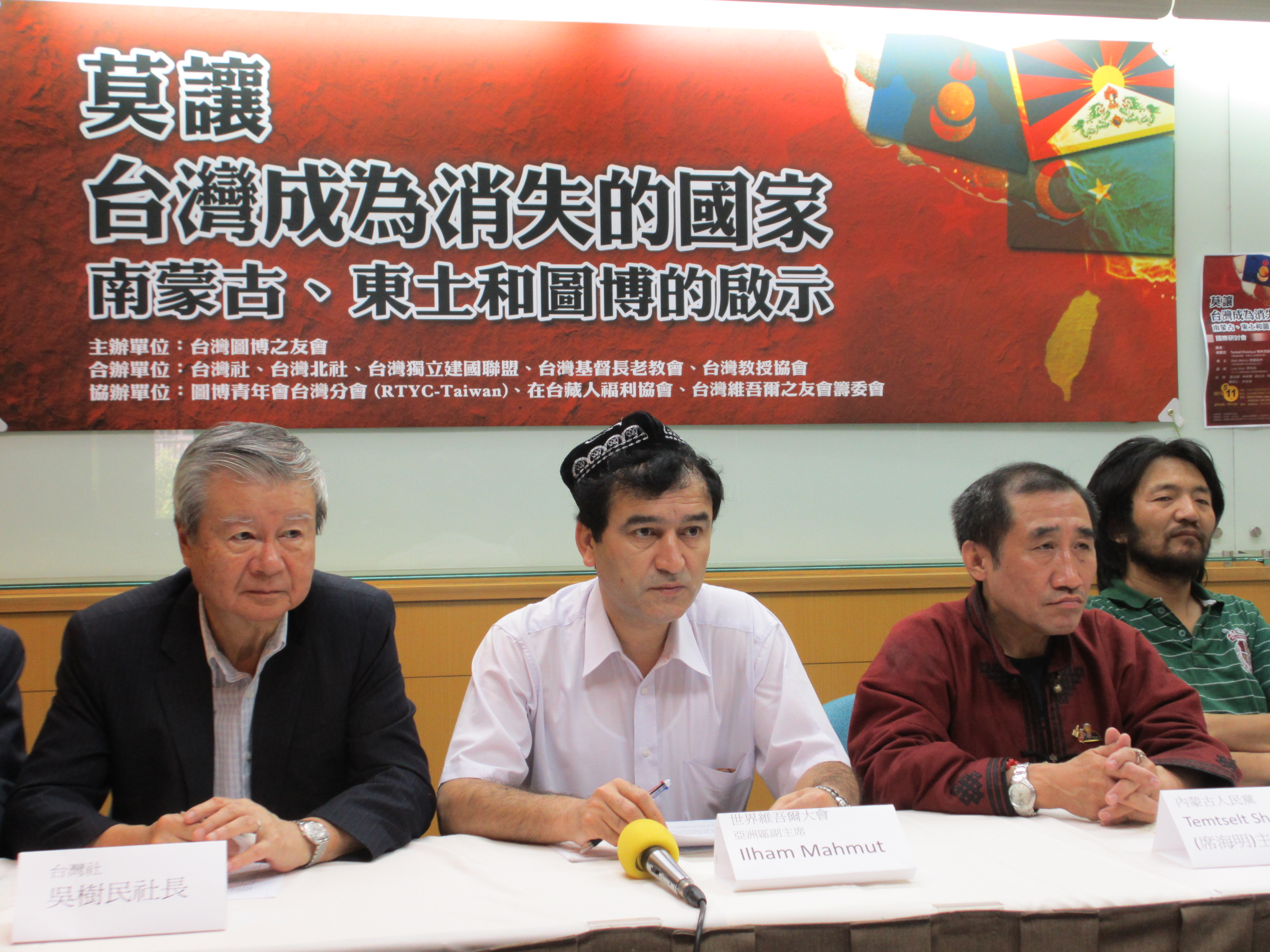
研討會上的台灣社社長吳樹民、世界維吾爾代表大會代表依里哈木、特木其勒圖、圖博代表李科先（由左至右）

南蒙古（直译“南部的蒙古”）是指南部蒙古高原，由當代一些具有政治意识的蒙古人漸漸頻繁地用于把南北蒙古做地理上的區分，而非政治上的区划。南蒙古在不同地区有不同含义，在蒙古国大部分人认为南蒙古指蒙古国南部的戈壁地区，而一部分中国蒙古族认为南蒙古狭义上指代内蒙古自治区，广义上的南蒙古地区指代整个沙漠以南，天山南路，阿尔泰山以南，以至青藏高原的蒙古人聚居区域，包括在辽宁、吉林、黑龙江、甘肃、陕西、河北以及宁夏回族自治区等地的部分领土。
歷史上，內外蒙古的名詞源自清朝的汉语行政區分，清朝覆灭后，漠南蒙古境内从德王1919年执掌旗政到1937年10月27日由日本协助成立「蒙古联盟自治政府」，泛蒙古主义兴起，致使部分主張內蒙古分裂人士加入到內蒙古獨立思潮中。随着日本战败，日本扶植的「蒙疆」政权独木难支，內蒙古局勢逐漸由左翼勢力「內蒙古人民革命黨」所控，前往蒙古人民共和國首都乌兰巴托请求南蒙古与蒙古人民共和國合并。蒙古人民共和國方面認為此事屬中國內政而予以拒絕。而后中国共产党派遣乌兰夫与内人党谈判签订了《四三会议》条约，在少数民族聚集的地方，实行民族区域自治。
在當代，中华人民共和国境内的蒙古分離主義者或民族主義者認為內蒙古帶有漢族中心色彩，而大多使用南蒙古。

## 相關組織與活動
内蒙古独立运动人士哈達於1992年和活躍人士特格喜等幾位知識分子創立「南蒙古民主聯盟」（Southern Mongolian Democracy Alliance, SMDA），其宗旨為「反對漢族殖民統治，爭取南蒙自決、自由、民主」，保護蒙古人的文化遺産和民族傳統，推動蒙族人的公民權利。哈達也編輯出版《南蒙之聲》雜誌（The Voice of the Southern Mongolia），並寫了《南蒙古的出路》一書（The Way Out for the Southern Mongols）。另外，1990年興起的蒙古白色納粹十字組織等極右翼團體成員也積極參與南蒙古議題。1995年，南蒙民主聯盟和哈達在呼和浩特組織了幾次和平的示威游行，要求當局承認和尊重蒙古族的權利。12月，警方闖入哈達家搜走大批與南蒙民主聯盟有關的文件資料並將其拘留。哈達於1996年被中國政府判處15年刑期，2010年刑滿後一直被當局軟禁。

## 國際聲音
由世界維吾爾代表大會與無代表國家和民族組織等組織合辦的「東突厥斯坦、西藏、南蒙古；人權、民主、自由——中國新一代領導人面臨的挑戰」學術研討會於2013年3月在瑞士日內瓦舉行，內蒙古人民黨主席特木其勒圖（漢名席海明）等強調受壓迫民族團結協作、和平抗爭的重要性。
由台灣基督長老教會、台灣教授協會、台灣獨立建國聯盟、台灣社等多個社團合辦的「莫讓台灣成為消失的國家─南蒙古、東土和圖博的啟示」國際研討會則於2013年5月在臺灣臺北市舉行，包括流亡德國的内蒙古人民黨主席特木其勒圖在內的各地流亡代表都與會演講，其後並巡迴校園交流。

## 外部連結
- 南蒙古会议（页面存档备份，存于）
- 南蒙古民族党（页面存档备份，存于）
- 蒙古自由联盟党（页面存档备份，存于）
- 南蒙古新闻（页面存档备份，存于）
- 南蒙古观察（页面存档备份，存于）
- 南蒙古人權信息中心（页面存档备份，存于）
- 南蒙古时事评论（页面存档备份，存于）
- Southern Mongolia: A Jasmine Revolution but Different（页面存档备份，存于）, Unrepresented Nations and Peoples Organization, June 6, 2011
- Free South Mongolia（页面存档备份，存于）
- Swedish Mongolian Commute[永久]